# Giulio Iellini
Giulio Iellini (Trieste, 18 ottobre 1947) è un ex cestista e allenatore di pallacanestro italiano.

## Carriera
Proviene e cresce nelle giovanili della Società Ginnastica Triestina.
In Serie A ha vestito le maglie di Olimpia Milano, Varese, Vigevano e Lazio e ha segnato un totale di 5090 punti.

## Hall of Fame
Dal 5 gennaio 2010 è entrato a far parte dell'Italia Basket Hall of Fame.

## Palmarès
- Coppa dei Campioni: 2

Olimpia Milano: 1965-66
Pall. Varese: 1975-76
- Coppa delle Coppe: 2

Olimpia Milano: 1970-71, 1971-72
- Campionato italiano: 5

Olimpia Milano: 1964-65, 1965-66, 1966-67, 1971-72
Pall. Varese: 1976-77
- Coppa Italia: 1

Olimpia Milano: 1972
- Promozione in Serie A1: 1

Pall. Vigevano: 1977-78